# Mount Rushmore (hudební skupina)
Mount Rushmore byla americká psychedelicky rocková hudební skupina, založená v San Francisco ve státě Kalifornie. Skupinu tvořili zpěvák a kytarista Glenn „Smitty“ Smith, kytarista Mike „Bull“ Bolan, baskytarista Terry Kimball a bubeník Travis Fullerton. 10. června 1967 skupina zahájila festival Fantasy Fair and Magic Mountain Music Festival, na kterém vystoupily například i v té době slavné skupiny The Doors nebo bluesoví Canned Heat. Skupina vydala celkem dvě studiová alba, první v roce 1968 pod názvem High on Mount Rushmore a druhá v roce 1969 s názvem Mount Rushmore '69.